# Eksjögölen
Eksjögölen är en sjö i Norrköpings kommun i Östergötland och ingår i Kilaån-Motala ströms kustområde. Sjön har en area på 0,0717 kvadratkilometer och ligger 99,4 meter över havet.

## Delavrinningsområde
Eksjögölen ingår i det delavrinningsområde (650730-151652) som SMHI kallar för Utloppet av Ågelsjön. Medelhöjden är 106 meter över havet och ytan är 9,74 kvadratkilometer. Räknas de 3 avrinningsområdena uppströms in blir den ackumulerade arean 27,39 kvadratkilometer. Hultån som avvattnar avrinningsområdet har biflödesordning 2, vilket innebär att vattnet flödar genom totalt 2 vattendrag innan det når havet efter 6,4 kilometer. Avrinningsområdet består mestadels av skog (84 procent). Avrinningsområdet har 1,49 kvadratkilometer vattenytor vilket ger det en sjöprocent på 15,3 procent.